# TREASURE!
「TREASURE!」（トレジャー）は、DIALOGUE+の12枚目のシングルである。作詞は大胡田なつき、作曲・編曲はAkkiが担当している。2025年1月29日にポニーキャニオンから発売。

## 概要
表題曲はTVアニメ『いずれ最強の錬金術師？』OPテーマとして使用。
初回限定盤にはフルカラーブックレットと、Blu-ray Discが同梱される。
Blu-ray Discには「TREASURE!」MV、メイキング、ライブハウスツアー「チャンバワンバjourney!!」バックステージ映像が収録される。

## 収録曲
| #         | タイトル                          | 作詞         | 作曲・編曲 | 時間  |
| --------- | --------------------------------- | ------------ | ---------- | ----- |
| 1.        | 「TREASURE!」                     | 大胡田なつき | Akki       | 3:57  |
| 2.        | 「ロックンロール!」               | 田淵智也     | 林直大     | 3:35  |
| 3.        | 「TREASURE!」(TV Size Ver.)       |              |            | 1:32  |
| 4.        | 「TREASURE!」(Instrumental)       |              |            | 3:57  |
| 5.        | 「ロックンロール!」(Instrumental) |              |            | 3:35  |
| 合計時間: | 合計時間:                         | 合計時間:    | 合計時間:  | 16:36 |